# Liste von Rohfilmherstellern
Rohfilmhersteller oder Filmfabrikanten sind im Folgenden zusammengestellt. Diese Übersicht soll von den Anfängen bis heute alle bekannten Unternehmen umfassen.
- Actien-Gesellschaft für Anilin-Fabrikate (Agfa), Berlin; 1873
- Agfa-Gevaert, AG, Leverkusen, Mortsel; 1964
- Ansco Photoproducts, Inc., Binghamton, NY; 1901
- As de Trèfle, S.a., Paris, Carpentras; Etablissements Graffe & Jougla, 1884
- Astra, Köln, 1890
- Azomureş; Târgu Mureş, Rumänien. 1962
- Barnes Photofilm, England
- Etablissements Bauchet & Cie, soc. à r. l.; Rueil-Malmaison, Gründung 1910 mit Übernahme der Unternehmung von Gaston Piprot; 1963 an 3M
- Bergger, films et papiers photographiques, Paris
- The European Blair Camera Company, Ltd. Kent, England 1893[1]
- Brifco
- Carbutt, John: Keystone Dry Plate and Film Works, Wayne Junction, PA; 1888
- China Lucky Film Corporation, Baoding; 1958
- Criterion, britisch
- Etablissements Emile Crumière, Risson & Cie; Paris
- DuPont, Wilmington (Delaware); 1802. Fotochemie ab 1912
- Dynacolor Corporation, Rochester, NY
- Eastman Kodak Company, Rochester, NY, 1878
- Edwards, Austin; Warwick, England 1893[2]
- Eisenberger Trockenplattenfabrik (von) Otto Kirschten, Ag.; Eisenberger Filmfabrik
- ERA General Photo Materials Corporation, Shantou
- Alfred-Faber-G.m.b.H., Neu-Isenburg
- Ferrania, S.p.a., Milano/Mailand, Ferrania; 1917
- Filmfabrik Wolfen, heute  Filmotec G.m.b.H., Wolfen; Handelsmarke ORWO, 1909
- FOTON, Warschau
- Foma Fotochema, Hradec Králové; 1921
- Forte Fotochemische Werke, Vác bei Budapest; Gründung 1922 mit Eastman
- Fotokemika „efke“, Zagreb; 1947
- Fujifilm Corporation, Tokyo; früher Fuji Photo Films, Ltd.; 1934 aus Photographic film operations of Dainippon Celluloid Co., Ltd.
- Gevaert, N.V., Mortsel, Belgien; 1891
- Glanzfilm, Köpenick
- Gloria, Société des films ininflammables et du cinéma; Décines östlich von Lyon, 1908
- Photochemische Werke Goerz, G.m.b.H., Grunewald, Zehlendorf; 1886
- Hannibal Goodwin, 1887
- Guilleminot, Boespflug & Cie, S.a., Paris; 1858. Chantilly
- Harman Technology, Ltd; Mobberley, 2005

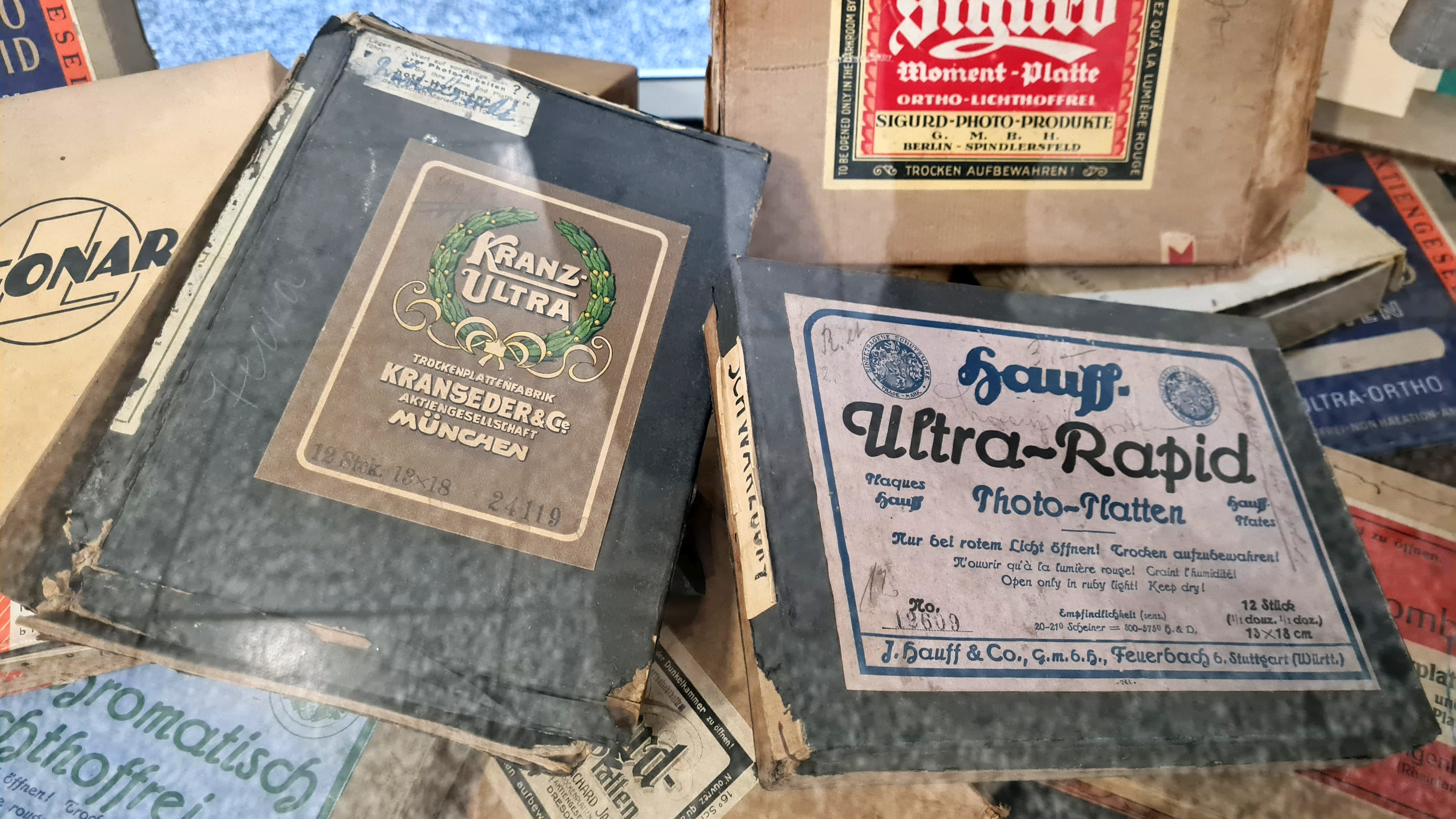
Fotoplatten-Boxen von Hauff und Kranseder

- Hauff, J., & Co., G.m.b.H., Feuerbach; photographische Abtheilung in Vaihingen an der Enz, 1904
- Herzog, J., & Co., Photochemische Fabrik, Bremen-Hemelingen
- Hindustan Photo Films Manufacturing Company, Ltd; staatliche Gründung 1960, produktiv seit 1967
- Ilford, Ltd., Uxbridge, Essex, London; 1879
- InovisCoat GmbH, Monheim am Rhein; gegründet 2005 im Chemie-Park Bayer, Leverkusen
- Trockenplattenfabrik Richard Jahr, Dresden, gegründet 1903
- Chemische Fabrik Kalle & Co., Ozaphan-Film 1932
- Kino-Film-G.m.b.H., Düren; 1909
- Konica Konishiroku Photo Industry Company, Ltd., Tokyo; 1876
- Kranseder & Cie, G.m.b.H., München; Handelsmarke Kranz. 1904
- Chemische Fabrik Kujbischew, Kasan
- Vereinigte Photofabriken Dipl.-Ing. Oskar Lainer & Hrdliczka, Wien
- Lignosefilm; Büchen, Verwaltung in Berlin
- Société anonyme Claude Antoine Lumière et ses Fils; 1881, Lyon
- Mafe, Madrid
- Minnesota Mining and Manufacturing Company (3M), St. Paul, MN; 1902
- Mimosa, G.m.b.H., Dresden; 1936; ab 1946 in Kiel, Tannenberg
- Negra Industrial, S.a.; Barcelona
- Neue Photographische Gesellschaft, Ag., Steglitz. Roll- und Planfilm, 1903–1912 (eigenes Celluloid)
- Nobel-Film, G.m.b.H., Jülich im Rheinland ab 1922. Vormals Kino-Film, Düren
- Opta Fabrik Fotochemischer Erzeugnisse, Bromberg (später zu FOTON)
- The Northern Photographic Works, gegründet 1895 von Birt Acres und Ludwig Stollwerck; 45 Salisbury Road, Barnet, Hertfordshire, England
- Oriental Photo Industrial Company, Ltd., Tokyo; 1919
- Pathé frères, S.a., Paris; 1896. Vincennes 1909–10
- Perutz-Photowerke, früher Otto Perutz G.m.b.H., München; 1880
- Victor Planchon, Compagnie industrielle des films; 1891 Boulogne-sur-Mer, 1895–96 Lyon
- Polaroid Co.; 1937
- The Rotary Photographic Company, Ltd., London 1897[3]
- Filmfabrik Rotes Banner; Wonsan, Nordkorea
- Schering, E., Chemische Fabrik auf Aktien, Berlin, Spindlersfeld; 1871
- Dr.-Carl-Schleußner-Fotowerke, Deutsche Rollfilmgesellschaft m.b.H., Frankfurt am Main; 1860
- Selo, Ltd., Brentwood; Gegründet 1919–20 von ILFORD, Imperial, Gem und APM für die Herstellung von Fotorollfilm
- Shanghai Movie and Photo Industrial Corporation, 1973
- Slawitsch, Pereslawskaja optowaja basa po postawkam kino-fotomaterialow, Pereslawl-Salesskij
- Chemische Fabrik Svema, Schostka, Ukraine
- Tasma (Tatarskie Svetochuvstvitel'nye Materialy), Kasan, Russland
- Technical Operations, Inc., Burlington, USA
- Tellko, Ag.; Fribourg, 1935
- Filmfabrik Tientsing, China; 1959
- Turaphot, G.m.b.H., Düren im Rheinland; 1901
- Typon Ruprecht, Ag., Burgdorf; 1937. Krauchthal
- Valca; Sitz in Bilbao, Werk in Aguera, etwa 60 km südwestlich von Bilbao, Spanien
- Voigtländer, Filmfabrik, Berlin-Zehlendorf
- Wellington & Ward, Ltd; Elstree, 101 High Holborn, London, England. 1895 ?
- Wernigeröder Fotopapiere und Filme Banse & Grohmann, G.m.b.H., Handelsmarke Wephota
- Westendorp & Wehner, Ag.; Köln am Rhein, 1903
- Pulverfabrik Bomlitz, Wolf & Co., Ag.; Walsrode. 1913